# 城父之戰
城父之战，指前225年，秦国和楚国的一场战役。
前225年，秦灭魏国，准备攻楚。秦王政问李信需要多少兵马攻楚，李信称需二十万。王翦表示需要六十万方能灭楚。秦王政没有接纳他的建议。
李信出征攻打平舆（今河南平舆），蒙恬攻克寝丘（今河南沈丘），李信再克鄢郢，与蒙恬相约会师城父（今安徽亳州市），在郢陈的昌平君起兵反秦，攻占郢陈，切断了李信军的后路。李信军只好停止攻楚，回师攻打郢陈，楚国大将项燕偷袭李信军，秦军大败。